# التولوين (صفحة البيانات)
هذه الصفحة توفر بيانات كيميائية تكميلية عن مادة التولوين.

## البنية والخصائص
| البنية والخصائص          | البنية والخصائص |
| ------------------------ | --- |
| معامل الانكسار، nD       | 1.4969 عند 20 درجة مئوية |
| عدد آبي                  | ? |
| ثابت العزل الكهربائي، εr | 2.379 ε0 عند 25 درجة مئوية |
| قوة الرابطة              | ? |
| طول الرابطة              | ? |
| زاوية الرابطة            | ? |
| الحساسية المغناطيسية     | ? |
| التوتر السطحي            | 28.52 داين/سم عند 25 درجة مئوية |
| اللزوجة                  | \| 1.1813 mPa·s \| عند −25 °C \| \| 1.0787 mPa·s \| عند −20 °C \| \| 0.9888 mPa·s \| عند −15 °C \| \| 0.9095 mPa·s \| عند −10 °C \| \| 0.8393 ملي باسكال ثانية \| عند −5 درجة مئوية \| \| 0.7770 ملي باسكال ثانية \| عند 0 درجة مئوية \| \| 0.7214 ملي باسكال ثانية \| عند 5 درجات مئوية \| \| 0.6717 ملي باسكال ثانية \| عند 10 درجات مئوية \| \| 0.6270 ملي باسكال ثانية \| عند 15 درجة مئوية \| \| 0.5867 ملي باسكال ثانية \| عند 20 درجة مئوية \| \| 0.5503 ملي باسكال ثانية \| عند 25 درجة مئوية \| \| 0.5173 ملي باسكال ثانية \| عند 30 درجة مئوية \| \| 0.4873 ملي باسكال ثانية \| عند 35 درجة مئوية \| \| 0.4599 ميلي باسكال ثانية \| عند 40 درجة مئوية \| \| 0.4349 ميلي باسكال ثانية \| عند 45 درجة مئوية \| \| 0.4120 ميلي باسكال ثانية \| عند 50 درجة مئوية \| |
| 1.1813 mPa·s             | عند −25 °C |
| 1.0787 mPa·s             | عند −20 °C |
| 0.9888 mPa·s             | عند −15 °C |
| 0.9095 mPa·s             | عند −10 °C |
| 0.8393 ملي باسكال ثانية  | عند −5 درجة مئوية |
| 0.7770 ملي باسكال ثانية  | عند 0 درجة مئوية |
| 0.7214 ملي باسكال ثانية  | عند 5 درجات مئوية |
| 0.6717 ملي باسكال ثانية  | عند 10 درجات مئوية |
| 0.6270 ملي باسكال ثانية  | عند 15 درجة مئوية |
| 0.5867 ملي باسكال ثانية  | عند 20 درجة مئوية |
| 0.5503 ملي باسكال ثانية  | عند 25 درجة مئوية |
| 0.5173 ملي باسكال ثانية  | عند 30 درجة مئوية |
| 0.4873 ملي باسكال ثانية  | عند 35 درجة مئوية |
| 0.4599 ميلي باسكال ثانية | عند 40 درجة مئوية |
| 0.4349 ميلي باسكال ثانية | عند 45 درجة مئوية |
| 0.4120 ميلي باسكال ثانية | عند 50 درجة مئوية |

## ضغط بخار السائل
| P بالملم زئبق                | P بالملم زئبق                | 1   | 10  | 40 | 100 | 400 | 760 | 1520 | 3800 | 7600 | 15200 | 30400 | 45600 |
| درجة الحرارة بالدرجة المئوية | درجة الحرارة بالدرجة المئوية | -25 | 6.4 | 35 | 42  |     |     |      |      |      |       |       |       |

## البيانات الطيفية
| الأشعة فوق البنفسجية والمرئية          | الأشعة فوق البنفسجية والمرئية                                                |
| -------------------------------------- | ---------------------------------------------------------------------------- |
| نطاق                                   | المعهد الوطني للمعايير والتكنولوجيا                                          |
| لامدا ماكس                             | 253، 259، 261، 268 نانومتر                                                   |
| سجل E                                  | 2.36، 2.42، 2.43، 2.27                                                       |
| الأشعة تحت الحمراء                     |                                                                              |
| نطاق                                   | المعهد الوطني للمعايير والتكنولوجيا                                          |
| نطاقات الامتصاص الرئيسية               | 3028، 1605، 1496، 729، 696 سم−1                                              |
| الرنين النووي المغناطيسي               |                                                                              |
| الرنين النووي المغناطيسي للبروتون      | (CDCl3، 300) ميغاهيرتز) δ 7.17–7.11 (م، 2H)، 7.08–7.01 (م، 3H)، 2.32 (ق، 3H) |
| الرنين النووي المغناطيسي للكربون-13    | (CDCl3، 100) ميغاهيرتز) δ 137.7، 128.7، 127.9، 125.0، 20.8                   |
| بيانات الرنين المغناطيسي النووي الأخرى | ؟                                                                            |
| مطيافية الكتلة                         |                                                                              |
| كتل من الأجزاء الرئيسية                | ؟                                                                            |